# Теофил Сирлещов
Теофил Иванов Сирлещов, известен като Тоше войвода, е български революционер, деец на Вътрешната македоно-одринска революционна организация.

## Биография
Роден е в 1863 година в Банско, тогава в Османската империя, днес в България в семейството на Иван (Йоан) Сирлещов. Присъединява се към ВМОРО и става войвода на Организацията. По нареждане на председателя на Разложкия революционен комитет Димитър Тодев обира в Момина клисура хазната с разложкия юшур, който се пренася за Сяр.